# Юган Раудсепп
Юхан Раудсепп (ест. Juhan Raudsepp; 10 грудня 1896, Лугажі, Латвія — 15 грудня 1984, Таллінн) — естонський скульптор. Член Спілки художників СРСР.

## Біографія
Старший із шести дітей Югана та Ельзи Раудсеппів. Ріс на фермі батьків у селі Пугрітса волості Карула. Навчався у місцевій церковно-парафіяльній школі у 1906—1909 роках, потім, у 1909—1912 роках, у російській церковно-парафіяльній школі, у 1912—1914 роках — у міській школі у Валзі.
З 1914 до 1918 рік навчався у Пензенському художньому училищі, але заняття перервали революційні події.
Брав участь у війні за незалежність Естонії (1918—1920), потім викладав у художній школі у Тарту. У 1924 році організував першу художню виставку.
У 1925 році переїхав до Таллінна та почав працювати вчителем малювання у гімназії Якоба Вестгольма. У 1925—1929 роках викладав у Талліннській учительській семінарії. У 1925—1926, 1930—1931 і 1932—1940 роках був керівником Групи естонських художників.
З середини 1920-х років був тісно пов'язаний із Хаапсалу. Там він одружився з Ельфрідою Рандфельдіг, сім'я жила у будинку на вулиці Охту кальду.
Після Другої світової війни продовжив творчу роботу, у 1958 року став головою Спілки художників Естонії, був членом Ризької секції скульптури.
Помер у Таллінні 15 грудня 1984 року.

## Відомі роботи
Фонтан «Жінка з блюдом» (1935, Баштова площа, Таллінн)
Скульптура «Хлопчик з рибою» (1930, встановлена у 1936, Хаапсалу)
«Зламаний Посох» — ест. Kepimurdja (1933, Хаапсалу)
Пам'ятник на братській могилі загиблих під час розстрілу народних зборів 16 жовтня 1905 року на Новому ринку Таллінна (1931, 1958 року перенесений на Цвинтар Рахумяе)
Скульптури «Краса» та «Праця» для Будинку мистецтв у Таллінні (1937)
Статуя фасаду вілли Тідемана (1938—1940 ест. Näituse tänava residents, Таллінн, вулиця Няйтузе, 23)
Надгробні пам'ятники Артуру та Віллему Каппам на цвинтарі Сууре-Яані, Якобу Вестгольму на цвинтарі Рахумяе.
Пам'ятний знак на честь першого співочого свята, який відбулося у Таллінні у 1880 році (вул. Келері, 33)
Створив також низку портретних скульптур Антса Лайкмаа, Ніколая Трійки, Ніла Мерянські, Едуарда Вільде та Фрідеберта Туґласа. Крім того, автор низки погрудь.

## Нагороди
- 1982 рік — Заслужений артист Естонської РСР